# كريم براون
كريم براون (بالإنجليزية: Kareem Brown)‏ هو لاعب كرة قدم أمريكية أمريكي، ولد في 30 يناير 1983 في ميامي في الولايات المتحدة.

## وصلات خارجية
- كريم براون على موقع مرجع كرة القدم المحترفة.كوم (الإنجليزية)